# Gerbécourt
Gerbécourt település Franciaországban, Moselle megyében. Lakosainak száma 80 fő (2022. január 1.). Gerbécourt Fonteny, Lubécourt, Puttigny és Vaxy községekkel határos.

## Népesség
A település népességének változása:
| Lakosok száma | 144  | 93   | 101  | 107  | 103  | 100  | 88   | 80   | 77   | 80   |
|               | 1968 | 1982 | 1990 | 2006 | 2013 | 2015 | 2017 | 2019 | 2020 | 2022 |